# Karlsson är tillbaka
Karlsson är tillbaka (ryska: Карлсон вернулся, Karlson vernulsia) är en 20 minuter lång sovjetisk tecknad film producerad av Sojuzmultfilm 1970. Filmen är en uppföljare till Lillebror och Karlsson.

## Handling
I uppföljaren till Lillebror och Karlsson får vi se hemläraren Fröken Bock. Hon tar helt kontrollen  över hushållet. Lillebror tycker inte om att Fröken Bock förbjuder honom att göra roliga saker och han bestämmer sig för att hämnas. 

## Röster
- Klara Rumjanova - Lillebror / Lillebrors mamma
- Vasilij Livanov - Karlsson / Lillebrors pappa / teveröst
- Faina Ranevskaja - Fröken Bock
- Raisa Fritjinskaja - Fröken Bock (en replik i slutet av filmen)[2]